# دي سي دوغلاس
دي سي دوغلاس (بالإنجليزية: D. C. Douglas)‏ مواليد 2 فبراير 1966 في بيركيلي، الولايات المتحدة، هو ممثل ومخرج أمريكي بدأ مسيرته الفنية سنة 1977.

## الأعمال
- فتاتان مفلستان
- 24
- بيفرلي هيلز 90210
- كاسل
- المسحورات
- المدرب
- عقول إجرامية
- أيام حياتنا
- دياجنوسيز: موردر
- إي آر

## وصلات خارجية
- دي سي دوغلاس على موقع IMDb (الإنجليزية)
- دي سي دوغلاس على موقع ألو سيني (الفرنسية)
- دي سي دوغلاس على موقع أول موفي (الإنجليزية)
- دي سي دوغلاس على موقع قاعدة بيانات الأفلام السويدية (السويدية)
- دي سي دوغلاس على موقع قاعدة بيانات الفيلم (الإنجليزية)
- دي سي دوغلاس على موقع كينوبويسك (الروسية)
- الموقع الرسمي